# 福井運輸支局
福井運輸支局（ふくいうんゆしきょく）は国土交通省の地方支分部局である運輸支局のひとつ。中部運輸局管内。

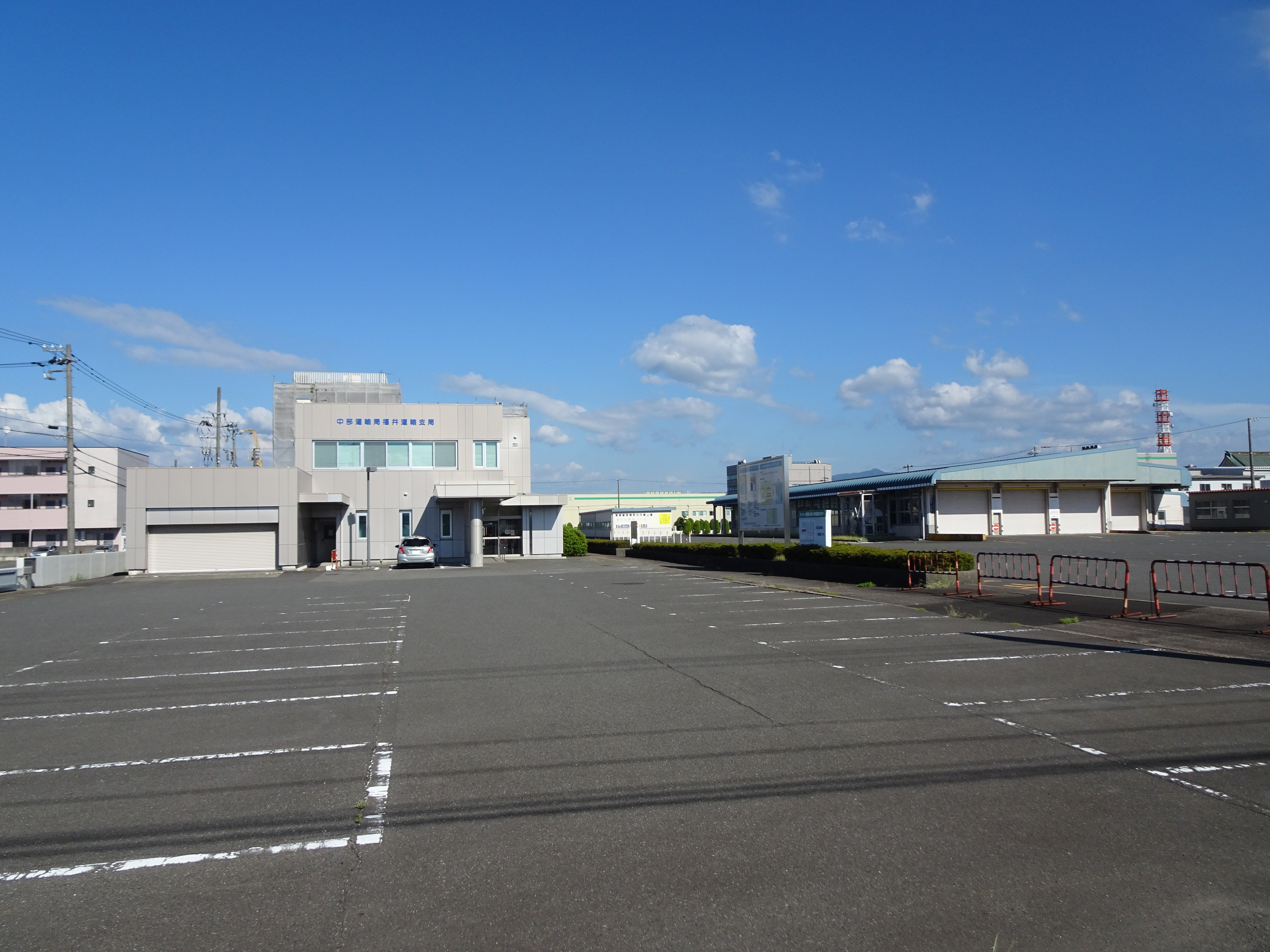
福井運輸支局本庁舎

陸運部門と海事部門が別に所在している。

## 所在地
- 本庁舎（総務企画・陸運部門） - 福井県福井市西谷一丁目1402番地
- 敦賀庁舎（海事部門） - 福井県敦賀市港町7番15号　敦賀港湾合同庁舎

## 自動車登録管轄区域
福井県全域である。ここで交付されるナンバープレートは「福井」ナンバーになる。